# Bauquay
Pour les articles ayant des titres homophones, voir Bocquet et Boquet.
Bauquay (parfois orthographié Beauquay) est une ancienne commune française, située dans le Bocage virois et dans le département du Calvados en région Normandie, peuplée de 284 habitants.

## Géographie
La commune est en Pré-Bocage, partie nord du Bocage virois et sorte de seuil du Massif armoricain. Son bourg est à 2,5 km au nord-est d'Aunay-sur-Odon, à 8,5 km au sud-est de Villers-Bocage et à 13 km au sud-ouest d'Évrecy. Couvrant 179 hectares, le territoire de Bauquay est le moins étendu du canton d'Aunay-sur-Odon.
Le bourg est traversé par la route départementale no 8 reliant Aunay-sur-Odon au sud-ouest à Caen au nord-est. Il est à 6,5 km de la sortie 43 de l'autoroute A84 (Caen-Rennes), à Villers-Bocage.
Bauquay est dans le bassin de l'Orne, par son sous-affluent l'Odon qui délimite le territoire à l'ouest. Son affluent, la Douvette, fait fonction de limite à l'est.
Le point culminant (161 / 163 m) se situe au sud-ouest du bourg. Le point le plus bas (100 m) correspond à la sortie de la Douvette du territoire, au nord. La commune est bocagère.
Le climat est océanique, comme dans tout l'Ouest de la France. La station météorologique la plus proche est Caen-Carpiquet, à 21 km. Le Pré-Bocage s'en différencie quelque peu pour la pluviométrie annuelle qui, à Bauquay, avoisine les 950 mm.
| Le Mesnil-au-Grain | Le Mesnil-au-Grain | Le Mesnil-au-Grain                                        |
| Aunay-sur-Odon     | Bauquay            | Malherbe-sur-Ajon (comm. dél. de Saint-Agnan-le-Malherbe) |
| Aunay-sur-Odon     | Aunay-sur-Odon     | Malherbe-sur-Ajon (comm. dél. de Saint-Agnan-le-Malherbe) |

## Toponymie
Le nom de la localité est attesté sous les formes Balchei vers 1075, Balcheium en 1082. 
Le toponyme est issu du gaulois balc, « argile », qui avait donné l'ancien français bauche ayant la même signification. L'endroit devait donc fournir de l'argile destiné à la construction.
Le nom de la commune a été — notamment en 1793 — et est encore parfois graphié Beauquay. L'Insee lui a d'ailleurs attribué le code 14056, le situant entre Beaumont-en-Auge (14055) et Bellengreville (14057).
Le gentilé est Buxois.

## Politique et administration
| Période                                  | Période       | Identité       | Étiquette | Qualité          |
| ---------------------------------------- | ------------- | -------------- | --------- | ---------------- |
| Les données manquantes sont à compléter. |               |                |           |                  |
| 1995                                     | décembre 2016 | Gilles Leconte | SE        | Agent commercial |

Le conseil municipal était composé de onze membres dont le maire et deux adjoints.

## Démographie
L'évolution du nombre d'habitants est connue à travers les recensements de la population effectués dans la commune depuis 1793. À partir du 1er janvier 2009, les populations légales des communes sont publiées annuellement dans le cadre d'un recensement qui repose désormais sur une collecte d'information annuelle, concernant successivement tous les territoires communaux au cours d'une période de cinq ans. 
Pour les communes de moins de 10 000 habitants, une enquête de recensement portant sur toute la population est réalisée tous les cinq ans, les populations légales des années intermédiaires étant quant à elles estimées par interpolation ou extrapolation. Pour la commune, le premier recensement exhaustif entrant dans le cadre du nouveau dispositif a été réalisé en 2007,.
En 2021, la commune comptait 284 habitants, en évolution de −8,09 % par rapport à 2015 (Calvados : +1,58 %, France hors Mayotte : +2,49 %).
Bauquay a compté jusqu'à 422 habitants en 1806.
| 1793 | 1800 | 1806 | 1821 | 1831 | 1836 | 1841 | 1846 | 1851 |
| ---- | ---- | ---- | ---- | ---- | ---- | ---- | ---- | ---- |
| 100  | 335  | 422  | 334  | 334  | 332  | 307  | 289  | 294  |

| 1856 | 1861 | 1866 | 1872 | 1876 | 1881 | 1886 | 1891 | 1896 |
| ---- | ---- | ---- | ---- | ---- | ---- | ---- | ---- | ---- |
| 276  | 270  | 227  | 207  | 187  | 190  | 190  | 187  | 170  |

| 1901 | 1906 | 1911 | 1921 | 1926 | 1931 | 1936 | 1946 | 1954 |
| ---- | ---- | ---- | ---- | ---- | ---- | ---- | ---- | ---- |
| 147  | 158  | 138  | 129  | 132  | 123  | 119  | 118  | 155  |

| 1962 | 1968 | 1975 | 1982 | 1990 | 1999 | 2007 | 2012 | 2017 |
| ---- | ---- | ---- | ---- | ---- | ---- | ---- | ---- | ---- |
| 148  | 132  | 120  | 149  | 151  | 165  | 216  | 296  | 296  |

| 2019 | - | - | - | - | - | - | - | - |
| ---- | - | - | - | - | - | - | - | - |
| 290  | - | - | - | - | - | - | - | - |

## Lieux et monuments
- Église Saint-Mathieu (peut-être du XIIe siècle, le clocher serait daté du XVIIIe siècle)[15].
- Chapelle (XIXe siècle).

## Personnalités liées à la commune
Renaud Allirand, artiste peintre et graveur, a vécu à Bauquay de 1974 à 1987[réf. nécessaire].